# سكر أباد
سكر أباد هي قرية في مقاطعة كوثر، إيران. عدد سكان هذه القرية هو 144 في سنة 2006.